# کوترو
کوترو (به ایتالیایی: Cutro) یک کومونه در ایتالیا است که در استان کروتون واقع شده‌است.

## خصوصیات
کوترو ۱۳۱ کیلومترمربع مساحت و ۱۰٬۴۷۴ نفر جمعیت دارد و ۲۲۶ متر بالاتر از سطح دریا واقع شده‌است.

## خواهرخوانده
شهرهای سالسوماجوره ترمه و Viadana خواهرخوانده‌های کوترو هستند.